# Кизлярский электромеханический завод
АО «Конце́рн Кизля́рский электромехани́ческий заво́д» (АО «Концерн КЭМЗ») — российский электромеханический завод, расположенный в городе Кизляр, завод специализируется на разработке и изготовлении комплексов наземного контроля и диагностики летательных аппаратов, производстве навесного и бортового оборудования, выпускает гражданскую продукцию и спецпродукцию гособоронзаказа.
Предприятие входит в состав АО «РТ-Проектные технологии» Госкорпорации «Ростех».

## История
Кизлярский электромеханический завод (КЭМЗ) основан в октябре 1962 года.
Первой продукцией заводы были контакторы эксплуатационного контроля из серии Р1-В и Р1-7Б, выпускавшиеся в 70-е годы.
В начале 80-х годов выпускались комплексные системы контроля КСК-84 на базе автоматизированной системы Управления и Регистрации (АСУР-84).
В начале 90-х завод предлагал товары широкого потребления: автомобильное противоугонное устройство, электроутюги, и бытовой ПК «Лилия».
В 2011 году запущен завод осветительной техники, создан учебно-технический центр для обучения операторов и программистов.
В 2011—2012 гг. созданы новые подразделения концерна. Среди них — завод по производству энергосберегающих ламп, а также участок по производству водонагревателей и отопительных котлов.
С 2014 по 2017 годы заводом в рамках импортозамещения было освоено производство авиационных катапультных устройств, пусковых устройств.
В 2016—2017 годах МАИ совместно с ОАО «Концерн КЭМЗ» разработал и изготовил многоцелевой четырехместный двухдвигательный самолет МАИ-411 (Альфа-КМ).
В 2020 году заводом освоено производство сборных автомобильных мостов.
В 2022 году на предприятии планировалось провести наземные испытания разработанного на предприятии многоцелевого вертолёта АП-55.
В 2023 году на предприятие разработана система автоматизированного управления орудиями, которая программирует боеприпас на взрыв в оптимальной для поражения противника точке.

## Производство
Основными видами деятельности предприятия являются разработка, производство и реализация: наземных средств эксплуатационного и диагностического контроля самолётов и вертолётов, 
бортового оборудования для авиационной техники, 
оборудования для обслуживания аэродромов и летательных аппаратов, 
авиационных катапультных устройств, 
комплектующих для автомобильной промышленности, быстровозводимых мостовых конструкций, электротрансформаторов для энергетической отрасли, 
изделий для комплектации лифтов, 
товаров народного потребления.
Концерн занимается разработкой и производством авиационной техники в основном для авиационной холдинговой компании «Сухой» и российской самолетостроительной корпорации «МиГ». Наряду с продукцией оборонного назначения поставляет продукцию для автоконцерна «КАМАЗ».
В настоящее время на предприятии работает около 2 тысяч человек.

## Прежние названия
С 1962 по 1990 годы — Кизлярский электромеханический завод.
С 1991 по июнь 1994 годы — Дагестанское электромеханическое производственное объединение.
С июня 1994 г. по май 1995 г. — АООТ «Кизлярский электромеханический завод»
С мая 1995 г. по июнь 2022 г. — ОАО «Концерн Кизлярский электромеханический завод»
С июля 2022 г. по настоящее время — АО"Концерн КЭМЗ"

## Санкции
Из-за российского вторжения на Украину, Кизлярский электромеханический завод попал в блокирующий санкционный список США, Новой Зеландии, Украины и Швейцарии.
24 июня 2024 года завод и директор Ибрагим Ахматов включены в санкционные списки всех стран Европейского союза:

Завод выпускает замок ДЗ-УМ для истребителей Су-25, который используются российскими вооружёнными силами для атак на Украину... Поэтому завод несёт ответственность за материальную поддержку действий, которые подрывают или угрожают территориальной целостности, суверенитету и независимости Украины. Кроме того, оно оказывает материальную поддержку Правительству РФ, которое несёт ответственность за аннексию Крыма и дестабилизацию Украины.— «Официальный журнал Европейского союза», Брюссель, 24 июня 2024 года

## Руководство
- Ахматов Ибрагим Магомедович — генеральный директор.[20]